# Wilfried Kanga
Wilfried Kanga (Montreuil, 1998. február 21. –) elefántcsontparti válogatott labdarúgó, a német Hertha BSC csatárja.

## Pályafutása

### Klubcsapatokban
Wilfried Kanga a franciaországi Montreuil városában született. Az ifjúsági pályafutását helyi kluboknál kezdte, majd 2010-ben átigazolt a Ligue 1-ben szereplő PSG utánpótlás-nevelő akadémiájához. 
2016-ban mutatkozott be kölcsönjátékosként a Créteil felnőtt csapatában. 2017. július 4-én hároméves szerződést írt alá az Angers csapatával. Először a 2017. augusztus 28-ai, Lille elleni mérkőzésen lépett pályára. Első két gólját a 2019. február 9-ei, Strasbourg elleni találkozón szerezte.
A 2020–21-es szezonban a török Kayserispornál játszott.
2021. július 8-án hároméves szerződést kötött a svájci Young Boys együttesével. 2021. szeptember 19-én, az Iliria ellen 7–1-re megnyert mérkőzésen mesterhármast szerzett.
2022. július 30-án a német első osztályban érdekelt Hertha BSC szerződtette. Először a 2022. augusztus 6-ai, Union Berlin ellen 3–1-re elvesztett bajnoki 56. percében, Davie Selke cseréjeként lépett pályára.

### A válogatottban
Kanga elefántcsontparti származású szülők gyermekeként született, így egy mérkőzés erejéig szerepelhetett az elefántcsontparti U20-as válogatottban. Első mérkőzése a 2016. márciusi, Katar elleni barátságos mérkőzés volt.
Kanga részt vett az francia U20-as válogatottal a 2018-as Touloni Ifjúsági Tornán. Először a 2018. május 28-ai, Észak-Korea elleni találkozón lépett pályára, ahol megszerezte első válogatott gólját is.
2022-ben debütált az elefántcsontparti válogatottban. Először a 2022. szeptember 24-ei, Togo ellen 2–1-re megnyert mérkőzésen lépett pályára.

## Statisztika
2023. január 28. szerint.
| Klub                 | Szezon   | Bajnokság          | Bajnokság | Bajnokság | Kupa  | Kupa  | Nemzetközi | Nemzetközi | Összesen | Összesen |
| Klub                 | Szezon   | Bajnokság          | Mérk.     | Gólok     | Mérk. | Gólok | Mérk.      | Gólok      | Mérk.    | Gólok    |
| -------------------- | -------- | ------------------ | --------- | --------- | ----- | ----- | ---------- | ---------- | -------- | -------- |
| Créteil (kölcsönben) | 2016–17  | National           | 24        | 5         | 0     | 0     | 0          | 0          | 24       | 5        |
| Angers               | 2017–18  | Ligue 1            | 9         | 0         | 0     | 0     | 0          | 0          | 9        | 0        |
| Angers               | 2018–19  | Ligue 1            | 18        | 2         | 1     | 0     | 0          | 0          | 19       | 2        |
| Angers               | 2019–20  | Ligue 1            | 4         | 0         | 1     | 1     | 0          | 0          | 5        | 1        |
| Angers               | 2020–21  | Ligue 1            | 2         | 0         | 0     | 0     | 0          | 0          | 2        | 0        |
| Angers               | Összesen | Összesen           | 33        | 2         | 2     | 1     | 0          | 0          | 35       | 3        |
| Kayserispor          | 2020–21  | Süper Lig          | 14        | 2         | 1     | 1     | 0          | 0          | 15       | 3        |
| Young Boys           | 2021–22  | Swiss Super League | 31        | 12        | 3     | 4     | 8          | 0          | 42       | 16       |
| Young Boys           | 2022–23  | Swiss Super League | 2         | 3         | 0     | 0     | 1          | 0          | 3        | 3        |
| Young Boys           | Összesen | Összesen           | 33        | 15        | 3     | 4     | 9          | 0          | 45       | 19       |
| Hertha BSC           | 2022–23  | Bundesliga         | 17        | 2         | 0     | 0     | 0          | 0          | 17       | 2        |
| Összesen             | Összesen | Összesen           | 121       | 26        | 6     | 6     | 9          | 0          | 136      | 32       |

## Sikerei, díjai
PSG
- U19-es francia labdarúgó-bajnokság
  - Győztes: 2015–16